# 北京大学哲学系（宗教学系）
北京大学哲学系（宗教学系）是北京大学下属的一所学院，由北京大学哲学系和北京大学宗教学系实行联体运作。前身是1912年始建的北京大学哲学门，1914年起正式招生。